# Wiener Kammerchor
Der Wiener Kammerchor wurde 1947 in Wien gegründet. Die Gründung des Chores geht auf den Augustiner, Komponisten und Musikwissenschaftler Franz Andreas Weißenbäck zurück, der den Chor auch mehrere Jahre leitete.
1995 wurde der Wiener Kammerchor mit dem Kammerchor der Musikhochschule Wien fusioniert. Seither setzt sich der Chor überwiegend aus Studierenden und Absolventen der Wiener Musikhochschule zusammen.
Von 1995 bis 2007 wurde der Chor von Johannes Prinz geleitet. Seit 2007 ist Michael Grohotolsky Künstlerischer Leiter des Chores.